# Liste der Erzbischöfe von Kaunas
Die folgenden Personen waren Bischöfe und Erzbischöfe von Selonien, Semgallen, Samogitien (lit.: Žemaitija, pol.: Zmudz, latein.: Samogitia) bzw. Kaunas (Litauen):

## Bischöfe von Selonien und Semgallen
- Bernhard zur Lippe, O.Cist. (um 1140/50–1224) (1218–1224)
- Lambert von Solre († zwischen 1227 und 1234) Semgallen und Selonien 1224–1226, danach nur noch Semgallen (1226–1227/1231)

## Bischöfe von Semgallen
- Balduin von Alna, O.Cist. († 1243) (1232–1236)
- Arnold, O.Cist. († frühestens 1261) (1246–1247)
- Heinrich von Lützelburg, O.F.M. († 1274) (1247–1251)

## Bischöfe von Samogitien (Zemaitija)
- Matthias I. von Wilna (Motiejus I. Vilnietis) (1417–1422) † 1453
- Mikalojus I. Trakiškis (1423–1434)
- Petras iš Lvovo (1434–1435)
- Jokubas Trakiškis (Vilnietis) (1436–1439)
- Baltramiejus I. Pultuskietis (1440–1453)
- Jurgis Vilnietis (1453–1464)
- Motiejus II. Topolietis (1464–1470)
- Baltramiejus II. Svirenkavičius (1471–1482)
- Martynas I. iš Žemaitijos (1483–1492)
- Martynas II. Lintfaras (1492–1515)
- Mikalojus II. Radvila (1515–1529)
- Jurgis Talaitis (1529–1531)
- Mikalojus III. Vizgaila (Viežgaila) (1531–1533)
- Vaclovas Virbickis (1534–1555)
- Jonas Domanovskis (1556–1563)
- Stanislovas Narkuskis (1564–1564)
- Viktorinas Virbickis (1565–1567) † 1586
- Jurgis Petkūnas Petkevičius (1567–1574)
- Merkelis Giedraitis (1576–1609)
- Mikalojus Pacas (1610–1618) † 1624
- Stanislovas Kiška (1618–1626)
- Abraomas Voina (1627–1631) † 1649
- Merkelis Elijaševičius Geišas (1631–1633)
- Jurgis Tiškevičius (1633–1649) † 1656
- Petras Parčevskis (1649–1659)
- Aleksandras Sapiega (1660–1667) † 1671
- Kazimieras Pacas (1667–1695)
- Jonas Jeronimas Krišpinas (1695–1708)
- Jonas Mikalojus Zgierskis (1710–1713)
- Povilas Pranciškus Sapiega, O. Cist. (1715–1715)
- Aleksandras Gorainis (1716–1735)
- Juozapas Mykolas Karpis (1736–1739)
- Antanas Tiškevičius (1740–1762)
- Jonas Dominykas Lopacinskis (1762–1778)
- Steponas Jonas Giedraitis (1778–1802) † 1803
- Juozapas Arnulfas Giedraitis (1802–1838)
- Simonas Mykolas Giedraitis (1838–1844) (Apostolischer Administrator)
- Jonas Krizostomas Gintila (1844–1849) (Apostolischer Administrator)
- Motiejus Valančius (Maciej Kazimierz Wołonczewski) (1849–1875)
- Aleksandras Beresnevičius (1875–1883) (Apostolischer Administrator)
- Mieczyslaw Leonard Pallulon (1883–1908)
- Gaspare Feliciano Cyrtowt (1910–1913)
- Pranciškus Karevičius, M.I.C. (1914–1926)

## Erzbischöfe von Kaunas
- Juozapas Skvireckas (1926–1959)
- Juozas Matulaitis-Labukas (1965–1979) (Apostolischer Administrator)
- Liudas Povilonis, M.I.C. (1979–1988) (Apostolischer Administrator)
- Juozas Preikšas (1988–1989) (Apostolischer Administrator)
- Vincentas Sladkevičius, M.I.C. (1989–1996)
- Sigitas Tamkevičius, SJ (1996–2015)
- Lionginas Virbalas SJ (2015–2019)
- Kęstutis Kėvalas (seit 2020)